# Ryōko Tani
Pour les articles homonymes, voir Tamura.
Ryōko Tani (谷 亮子, Tani Ryōko, née Ryōko Tamura le 6 septembre 1975 à Fukuoka), est une judoka et femme politique japonaise ayant évolué dans la plus légère des catégories du judo, celle des moins de 50 kg (poids super-légers). Judoka la plus titrée de l'histoire, elle compte à son palmarès cinq médailles olympiques (dont deux sacres) et sept titres de championne du monde. Depuis le début de sa carrière, Ryōko Tani, du haut de son 1 mètre 46, a dominé sa catégorie ne comptant que quatre défaites en compétition internationale. Elle est même restée invaincue en compétition internationale entre 1996 et la finale du tournoi olympique d'Atlanta et les demi-finales du tournoi olympique de 2008. Après sa retraite sportive, elle se lance en politique, étant élue en 2010 à la Chambre des conseillers, la chambre haute de la Diète du Japon, à la proportionnelle dans la circonscription nationale. D'abord membre du Parti démocrate du Japon (PDJ) jusqu'en 2012, elle suit ensuite Ichirō Ozawa au sein de différents petits mouvements du centre gauche : Priorité à la vie du peuple (PVP), Parti du futur du Japon (PFJ) et enfin Parti de la vie du peuple (PVP).

## Biographie

### Un début de carrière brillant
Ryōko Tamura fait sa première apparition dans une compétition majeure en 1990 lors du Tournoi de Fukuoka. Au cours de la compétition, la judokate à peine âgée de 15 ans rencontre la quadruple championne du monde dans la catégorie des poids super-légers, la Britannique Karen Briggs. Sans complexe, elle enlève la victoire contre cette dernière puis le tournoi après un succès en finale contre la Chinoise Li Aiyue. Karen Briggs prend sa revanche l'année suivante lors des championnats du monde de judo organisés à Barcelone. Tamura y est en effet écartée lors des demi-finales par Briggs. Elle obtient cependant la médaille de bronze dès sa première participation à un événement mondial. Les deux combattantes ont l'occasion de s'affronter une dernière fois lors des Jeux olympiques d'été de 1992 qui ont lieu à Barcelone (Espagne). Karen Briggs, alors âgée de 29 ans, dispute en effet son ultime compétition au haut-niveau avec l'ambition de concrétiser une carrière riche mais vierge d'un palmarès olympique (le judo féminin n'ayant fait son apparition au programme olympique qu'à partir de 1992). Opposées en demi-finale, le combat tourne en faveur de la plus jeune des deux après que la Britannique, diminuée par une blessure à l'épaule subie lors d'une tentative de Tamura, ne soit disqualifiée pour non-combativité,. Qualifiée pour la finale, Ryōko Tamura est battue par la Française Cécile Nowak et doit se contenter du titre de vice-championne olympique.

### Une malédiction olympique?
À partir de 1992, la désormais vice-championne olympique entame une période d'invincibilité l'amenant à remporter les tournois de Fukuoka en décembre 1992, de Paris en février 1993, puis à triompher pour la première fois lors des Mondiaux 1993 d'Hamilton. Entre des succès aux Jeux asiatiques en 1994, à l'Universiade en 1995 ou au Tournoi de Fukuoka dans sa ville natale, Tamura remporte un second titre mondial consécutif en 1995 à Chiba qui lui confère logiquement le statut de grandissime favorite pour le titre olympique remis en jeu en 1996. En effet, depuis sa défaite lors de la finale du tournoi olympique de Barcelone, la Nippone n'a perdu aucun combat. Aux Jeux olympiques d'Atlanta, la judoka confirme son statut en se qualifiant pour la finale où elle affronte l'inconnue nord-coréenne Kye Sun-Hui. Pourtant, et malgré une série de 84 victoires consécutives, Ryōko Tani est vaincue par une judoka âgée seulement de 16 ans.
Comme si la Japonaise était poursuivie par une malédiction, elle chute une seconde fois lors de la dernière marche menant au sacre olympique. Néanmoins, et pendant quatre nouvelles années, Tamura reprend sa série de victoires en remportant notamment ses troisième et quatrième couronnes mondiales. Devenue une véritable star au Japon depuis le titre mondial acquis en 1995, invaincue depuis 1996, Ryōko Tamura aborde sa troisième participation olympique en 2000 avec l'étiquette d'immense favorite, mais elle doit supporter l'immense popularité et la pression des médias japonais venus pour assister au sacre de la judoka,. Lors de la compétition, Tamura se qualifie pour la finale qu'elle remporte après avoir expédié le combat contre la Russe Lyubov Bruletova par ippon après 36 secondes, laquelle victoire souleva un immense engouement médiatique japonais. Grâce à cette victoire, Ryōko Tamura, alors âgée de 25 ans, remporte l'unique titre qui manquait à son palmarès.

### Domination sans partage après la consécration olympique
Après deux finales perdues aux Jeux olympiques, Ryōko Tani rompt la malédiction qui semblait la suivre en remportant l'or en 2000 à Sydney. Quatre ans plus tard à Athènes, c'est face à sa dauphine mondiale, la Française Frédérique Jossinet, que Ryōko Tani dispute sa quatrième finale olympique consécutive. Mise en difficulté par moments, la Nippone contrôle dès le début du combat avant de prendre un avantage certain (waza-ari) pour finalement remporter la médaille d'or au terme des cinq minutes de combat. Elle devient ainsi la première judoka à remporter un deuxième titre olympique et la première à décrocher une quatrième médaille olympique en judo.
Absente depuis son second titre olympique pour donner naissance à son premier enfant en 2005 (Yoshiaki), elle ne fait son retour sur les tatamis qu'au début de l'année 2007. Lors des championnats du Japon, elle est battue en finale par sa compatriote Tomoko Fukumi (la deuxième concédée face à elle après celle de 2002), une défaite a priori synonyme de non-qualification pour les Mondiaux 2007 de Rio de Janeiro puisque la compétition nationale sert de sélection pour le judo nippon. Pourtant, le statut de Tani lui permet d'être préférée à Fukumi et d'être ainsi sélectionnée pour ses huitièmes championnats du monde par la fédération japonaise.
Lors de la compétition, la Nippone est d'entrée mise à l'épreuve puisqu'elle affronte sa dauphine olympique au second tour, la Française Frédérique Jossinet. En difficulté, Tani est poussée au golden score par la Française mais s'impose finalement sur koka. Après deux victoires contre la Chinoise Wu et la Roumaine Dumitru, elle affronte en finale celle qui avait profité de son inactivité pour devenir championne du monde en 2005, la Cubaine Yanet Bermoy. Lors de celle-ci, Tani domine son sujet et prouve qu'elle a retrouvé sa technique et le physique qui lui permettent de dominer de façon incontestable la catégorie. Elle obtient un septième titre mondial, un exploit jamais réalisé par un judoka jusqu'à Tani.

### Fin de carrière
En avril 2008, elle obtient sa sélection pour participer aux Jeux olympiques de Pékin, ce malgré une nouvelle défaite lors des championnats nationaux face à sa compatriote Emi Yamagashi. Alors qu'elle espérait devenir la première judoka féminine triple championne olympique, Tani est battue lors de l'événement olympique où elle doit se contenter de la médaille de bronze. En effet, la Japonaise est battue en finale de tableau par la Roumaine Alina Alexandra Dumitru contre qui elle avait toujours triomphé auparavant. Ryōko Tani remporte toutefois la médaille de bronze en gagnant le combat pour la troisième place.
Voulant initialement concourir pour les Jeux olympiques de Londres en 2012 et nouvellement élue députée du Parti démocrate du Japon, elle annonce en octobre 2010 l'arrêt de sa carrière sportive.

## L'icône du judo mondial et une star au Japon

### Un palmarès inégalé
Ryōko Tani domine presque sans contestation la catégorie la plus légère du judo féminin (-48 kg) depuis le début des années 1990. Ainsi, avec sept titres mondiaux et deux titres olympiques, elle est la judoka la plus titrée de l'histoire toutes catégories de poids confondues. En atteste ses sept uniques défaites en compétition officielle en près de 15 ans de carrière face :
- à la Japonaise Yumiko Eto en 1989 en demi-finale des championnats du Kyushu.
- à la Japonaise Fumiko Esaki en 1990 en demi-finale des championnats du Japon.
- à la Britannique Karen Briggs lors de ses premiers championnats du monde en 1991 alors qu'elle n'a pas encore 16 ans.
- à la Chinoise Tang　Li Hong en 1991 en　Premier tour　des championnats d'Asie.
- à la Française Cécile Nowak en finale des Jeux olympiques 1992.
- à la Nord-coréenne Kye Sun-Hui en finale des Jeux olympiques d'Atlanta en 1996.
- à la Japonaise Tomoko Fukumi en 2002 et 2007 en finale des championnats du Japon. En 2002, Fukumi alors lycéenne de 16 ans[12], met fin à 6 années d'invincibilité de la championne olympique. Cinq ans plus tard, elle récidive alors que Tani fait son retour à la compétition après une grossesse.
- à la Japonaise Emi Yamagashi en 2008 en finale des championnats du Japon.
- à la Roumaine Alina Alexandra Dumitru en demi-finale des Jeux olympiques de 2008.

Toutes catégories confondues, elle est la judoka la plus titrée aux championnats du monde. Avec sept couronnes mondiales, elle devance la Belge Ingrid Berghmans qui avait décroché six titres mondiaux dans les années 1980 mais dans deux catégories différentes. Invaincue dans cette compétition depuis 1993, elle est aussi la seconde plus jeune championne du monde de l'histoire après Daria Bilodid puisque sacrée à 18 ans et 1 mois. Son unique défaite lors de la compétition mondiale remonte à sa première participation en 1991 face à Karen Briggs. Par ailleurs, elle est la seule judoka double championne olympique et l'un des trois seuls judokas quadruple médaillé olympique (avec le Français Angelo Parisi et la Cubaine Driulis González). En outre, elle compte douze victoires dont onze consécutives au prestigieux Tournoi de Fukuoka, compétition exclusivement féminine organisée annuellement.

### Une star au Japon
Ryōko Tani acquiert une grande popularité au Japon après le titre mondial obtenu à Chiba en 1995, succès qui contribua à créer un nouvel intérêt pour le judo féminin. L'image de la judoka est alors associée à celle de Yawara-chan, le personnage principal du très populaire manga Yawara! de Naoki Urasawa. Au cœur de cet engouement, des personnages de jeux vidéo de combat s'inspirent directement de la judoka. La moindre compétition de la Japonaise suscite une importante médiatisation nippone comme lors des Jeux olympiques d'été de 2000 lors desquels elle remporta enfin le titre olympique qui manquait à son palmarès.
Elle est mariée à Yoshitomo Tani (en), un joueur de baseball des Yomiuri Giants, double médaillé olympique avec l'équipe nippone en 1996 et 2004. Elle a d'ailleurs rencontré ce dernier dans une laverie automatique du village olympique lors des Jeux de Sydney en 2000. Leur mariage, célébré en 2003 à Paris, a fait les gros titres de l'actualité au Japon.

## Palmarès

### Jeux olympiques
- Jeux olympiques de 1992 à Barcelone (Espagne) :
  -  Médaille d'argent en moins de 48 kg (battue en finale par la Française Cécile Nowak).
- Jeux olympiques de 1996 à Atlanta (États-Unis) :
  -  Médaille d'argent en moins de 48 kg (battue en finale par la Nord-coréenne Kye Sun-Hui).
- Jeux olympiques de 2000 à Sydney (Australie) :
  -  Médaille d'or en moins de 48 kg (victoire en finale contre la Russe Lyubov Bruletova).
- Jeux olympiques de 2004 à Athènes (Grèce) :
  -  Médaille d'or en moins de 48 kg (victoire en finale contre la Française Frédérique Jossinet).
- Jeux olympiques de 2008 à Pékin (Chine) :
  -  Médaille de bronze en moins de 48 kg.

### Championnats du monde
| Catégorie / Année           | 1991 Barcelone     | 1993 Hamilton | 1995 Chiba    | 1997 Paris    | 1999 Birmingham | 2001 Munich   | 2003 Osaka    | 2005 Le Caire | 2007 Rio de Janeiro |
| --------------------------- | ------------------ | ------------- | ------------- | ------------- | --------------- | ------------- | ------------- | ------------- | ------------------- |
| -48 kg (poids super-légers) | Médaille de bronze | Médaille d'or | Médaille d'or | Médaille d'or | Médaille d'or   | Médaille d'or | Médaille d'or | Absente       | Médaille d'or       |

### Divers
- 1994 : vainqueur des Jeux Asiatiques à Hiroshima (Japon).
- Victoire au Tournoi de Paris en 1993.
- 12 victoires au Tournoi de Fukuoka (en 1990, 1991, 1992, 1993, 1994, 1995, 1996, 1997, 1998, 1999, 2000 et 2002).

### Médias
- Vidéo de la finale contre la Française Frédérique Jossinet aux Jeux olympiques de 2004 à Athènes.
- (en) Carrière de Ryōko Tani en photos, site officiel des Jeux olympiques de 2008.